# Disestesia
La disestesia 
consiste en una percepción táctil anormal y desagradable. 
Frecuentemente se presenta como dolor, pero también puede presentarse como una sensación inapropiada pero no incómoda. Es causada por lesiones del sistema nervioso, periféricas o centrales, e involucra sensaciones, tanto espontáneas como provocadas, tales como ardor, humedad, picazón, descarga eléctrica y hormigueo. La disestesia puede incluir sensaciones en cualquier tejido corporal, incluyendo principalmente a la boca, el cuero cabelludo, la piel o las piernas.

## Etimología
Del latín del renacimiento: dysaesthesia del griego antiguo dysaisthēsíā δυσαισθησία [dys- δυσ- 'dificultad' + aisthēsíā -αισθησία 'percepción']

## Síntomas
Es una sensación anormal desagradable, espontánea o provocada.

Los síntomas de la disestesia varían de una persona a otra, pero tienden a afectar la piel, del cuero cabelludo, de la cara, de la boca, del torso, de los brazos y de las piernas.

A veces se describe como una sensación de ácido bajo la piel. La disestesia ardiente puede reflejar de forma precisa un estado acidótico en las sinapsis y el espacio perineural. Algunos canales iónicos se abrirán a pH bajo (pH ácido) que, y en un modelo de dolor por lesión nerviosa se ha demostrado que el canal iónico sensible al ácido se abre a temparatura corporal. También se ha implicado a la descarga espontánea inapropiada de los nociceptores como causa de la disestesia.

## Evolución
Las sensaciones dependen de la causa que las origina, pueden ser: 
- agudas (que ocurren repentinamente y desaparecen después de un tiempo) o
- crónicas, es decir que persisten en el tiempo.

Muchos casos de disestesia ocurren debido a afecciones progresivas, por lo que suelen empeorar con el tiempo.
Los pacientes que sufren de disestesia pueden sufrir una incapacidad por el dolor, pese a no existir un daño aparente a la piel u otro tejido. Frecuentemente estos pacientes también sufren de trastornos psicológicos.

## Tratamiento
Los síntomas pueden mejorar con medicamentos que cambian la forma en que el sistema nervioso central procesa el estímulo nervioso y crea el síntoma 'dolor'.

La disestesia generalmente se trata habitualmente con los siguientes medicamentos: gabapentina, pregabalina, carbamazepina y fenitoína, para calmar.